# Шмаков Віктор Вікторович
Ві́ктор Ві́кторович Шма́ков (28 серпня 1952, Дніпропетровськ, УРСР, СРСР) — радянський військовик, згодом — український держслужбовець. Ветеран військової служби, член Національної спілки журналістів України. З 28 березня 2017 року — голова ради Організації ветеранів України.

## Життєпис
Народився в родині робітників. Після закінчення школи працював на виробництві.
Дійсну строкову військову службу проходив на Чорноморському флоті. Навчався в Миколаївській військово-морській школі зв'язку, був спеціалістом ЗАС в морській авіації Балтійського флоту.
З відзнакою закінчив Київське вище військово-морське політичне училище і Військово-політичну академію імені Леніна.
Військову службу проходив на Північному флоті, брав участь у 9 бойових походах. Пройшов шлях від заступника командира атомного підводного човна з політичної частини до начальника політвідділу 18-ї дивізії важких атомних підводних човнів.
Після звільнення в запас працював на посадах держслужбовця: начальник відділу соціальних програм та захисту громадян, постраждалих внаслідок аварії на Чорнобильській АЕС Шевченківської райдержадміністрації міста Києва; начальник інформаційно-аналітичного відділу Держкомрибгоспу України; начальник самостійного відділу виставок та інформатизації Міністерства аграрної політики України.
З квітня 2011 року — на виборних посадах в Організації ветеранів України: голова комісії з міжнародних зв'язків, заступник голови, перший заступник голови, з 28 березня 2017 року — голова ради Організації ветеранів України.

## Нагороди
- Орден «За заслуги» 2-го ступеня (29.03.2012[1]).
- Орден «За заслуги» 3-го ступеня (13.12.2006[2]).
- Медаль «За бойові заслуги» (1982).
- «Залізний хрест» 3-го ступеня (відзнака ЗС Республіки Чехія).
- «Знак Пошани» Київської міської ради.